# Boy (domestique)
Pour les articles homonymes, voir Boy.
 (juin 2022).
Si vous disposez d'ouvrages ou d'articles de référence ou si vous connaissez des sites web de qualité traitant du thème abordé ici, merci de compléter l'article en donnant les références utiles à sa vérifiabilité et en les liant à la section « Notes et références ».
Le terme boy (féminin boyesse) est un mot wolof qui désigne en Afrique francophone tout employé salarié de maison. Ce n'est pas un terme argotique, puisque de nombreux textes officiels et des agents du service territorial reprennent cette appellation pour parler du personnel de service. De manière générale, l'expression était employée dans l'empire colonial français pour désigner les domestiques indigènes, mais aussi au Burundi. À la fin du XIXe siècle le mot boy était attesté dans le sens « jeune serviteur indigène dans les colonies ».
Un logis, une chambrette, appelé boyerie est parfois mis à la disposition du boy. Il y loge même parfois avec sa famille.
Il est d'usage que les patrons s'adressent familièrement à un boy par son prénom.
En règle générale, un boy est chargé :
- de l'entretien de la maison ;
- de l'entretien du linge ;
- de la préparation des repas ;
- de l'entretien des espaces verts ;
- des commissions et courses diverses.